# Brumado (microregio)
Brumado is een van de 32 microregio's van de Braziliaanse deelstaat Bahia. Zij ligt in de mesoregio Centro-Sul Baiano en grenst aan de deelstaat Minas Gerais in het zuiden en de microregio's Vitória da Conquista in het oosten, Seabra in het noorden, Livramento do Brumado in het noordwesten en Guanambi in het westen. De microregio heeft een oppervlakte van ca. 15.414 km². Midden 2004 werd het inwoneraantal geschat op 268.958.
Veertien gemeenten behoren tot deze microregio:
| - Aracatu - Brumado - Caraíbas - Condeúba - Cordeiros - Guajeru - Ituaçu | - Maetinga - Malhada de Pedras - Piripá - Presidente Jânio Quadros - Rio do Antônio - Tanhaçu - Tremedal |

Mesoregio's: Centro-Norte Baiano · Centro-Sul Baiano · Extremo Oeste Baiano · Metropolitana de Salvador · Nordeste Baiano · Sul Baiano · Vale São-Franciscano da Bahia

Microregio's: Alagoinhas · Barra · Barreiras · Bom Jesus da Lapa · Boquira · Brumado · Catu · Cotegipe · Entre Rios · Euclides da Cunha · Feira de Santana · Guanambi · Ilhéus-Itabuna · Irecê · Itaberaba · Itapetinga · Jacobina · Jequié · Jeremoabo · Juazeiro · Livramento do Brumado · Paulo Afonso · Porto Seguro · Ribeira do Pombal · Salvador · Santa Maria da Vitória · Santo Antônio de Jesus · Seabra · Senhor do Bonfim · Serrinha · Valença · Vitória da Conquista